# Ferral (Montalegre)
Ferral es una freguesia portuguesa del concelhode Montalegre, con 15,83 km² de superficie y 547 habitantes (2001). Su densidad de población es de 34,6 hab/km².